# ユルユルでDE-O!
「ユルユルでDE-O!」（ユルユルでデーオ）は、テレビアニメ『クレヨンしんちゃん』の主人公であるのはらしんのすけ（矢島晶子）の3作目のシングル。2005年1月19日にコロムビアミュージックエンタテインメント（現・日本コロムビア）から発売された。

## 背景
表題曲の「ユルユルでDE-O!」は、テレビ朝日系アニメ『クレヨンしんちゃん』のオープニングテーマとして、2004年10月22日から2009年10月16日放送分まで使用された。
歴代のオープニングテーマの中では使用期間が約5年と、きゃりーぱみゅぱみゅの「キミに100パーセント」に次ぐ長さであり、野原しんのすけによる主題歌では最長である。
映画のオープニングでは、『伝説を呼ぶブリブリ 3分ポッキリ大進撃』（2005年）、『伝説を呼ぶ 踊れ!アミーゴ!』（2006年）、『ちょー嵐を呼ぶ 金矛の勇者』（2008年）、『オタケベ!カスカベ野生王国』（2009年）で使われた。
しんのすけ役を演じた矢島晶子が2018年6月をもって降板したため、矢島による『クレヨンしんちゃん』のオリジナル主題歌は本曲が最後となった。

## 音楽性
表題曲の「ユルユルでDE-O!」の作詞は、ムトウユージが手掛けており、歴代のオープニングテーマでは唯一同作品の監督が作詞した楽曲である。しんのすけの楽曲では初のラップの歌詞が書かれている。

## 記録
2021年5月にテレビ朝日で放送された『お願い!ランキング』にて行われた好きな歴代『クレヨンしんちゃん』の主題歌をファンが投票する企画『みんなのアニソンBEST 〜クレヨンしんちゃん編〜』にて9位を獲得した。

## 収録曲
| #         | タイトル                                                 | 作詞         | 作曲      | 編曲      | 時間  |
| --------- | -------------------------------------------------------- | ------------ | --------- | --------- | ----- |
| 1.        | 「ユルユルでDE-O!」(のはらしんのすけ（矢島晶子）)        | ムトウユージ | 中村康就  | 中村康就  | 3:35  |
| 2.        | 「怒って・叱って・ダイエット」(井上望 with Dee Jay dory) | 斎藤どり     | 小川真司  | 斉藤英夫  | 3:13  |
| 3.        | 「ユルユルでDE-O!」(オリジナル・カラオケ)                |              |           |           | 3:36  |
| 4.        | 「怒って・叱って・ダイエット」(オリジナル・カラオケ)     |              |           |           | 3:11  |
| 合計時間: | 合計時間:                                                | 合計時間:    | 合計時間: | 合計時間: | 13:35 |

## 収録アルバム
| 楽曲            | 収録アルバム                                                           | 発売日         | 発売元                                   | 規格品番     | 備考                                                                                             |
| --------------- | ---------------------------------------------------------------------- | -------------- | ---------------------------------------- | ------------ | ------------------------------------------------------------------------------------------------ |
| ユルユルでDE-O! | 『クレヨンしんちゃん キャラクター・ソング・ベスト!』                   | 2005年2月23日  | コロムビアミュージックエンタテインメント | COCX-33076/7 | テレビ朝日系アニメ『クレヨンしんちゃん』のキャラクターソングを収録したコンピレーション・アルバム |
| ユルユルでDE-O! | 『クレヨンしんちゃん主題歌CD 〜きかなきゃソン、ソン、そんぐfor you〜』 | 2013年7月31日  | 日本コロムビア                           | COCX-38134   | テレビ朝日系アニメ『クレヨンしんちゃん』の主題歌集                                               |
| ユルユルでDE-O! | 『プリッと!こんぷりーと クレヨンしんちゃん30周年記念テーマソング集』   | 2022年11月30日 | 日本コロムビア                           | COCX-41902/5 | テレビ朝日系アニメ『クレヨンしんちゃん』の主題歌集                                               |

## タイアップ
| # | 楽曲名              | タイアップ                                                                                      | 出典  |
| - | ------------------- | ----------------------------------------------------------------------------------------------- | ----- |
| 1 | 「ユルユルでDE-O!」 | テレビ朝日系アニメ『クレヨンしんちゃん』オープニングテーマ                                      | [ 6 ] |
| 1 | 「ユルユルでDE-O!」 | 東宝配給アニメ映画『クレヨンしんちゃん 伝説を呼ぶブリブリ 3分ポッキリ大進撃』オープニングテーマ | [ 2 ] |
| 1 | 「ユルユルでDE-O!」 | 東宝配給アニメ映画『クレヨンしんちゃん 伝説を呼ぶ 踊れ!アミーゴ!』オープニングテーマ            |       |
| 1 | 「ユルユルでDE-O!」 | 東宝配給アニメ映画『クレヨンしんちゃん ちょー嵐を呼ぶ 金矛の勇者』オープニングテーマ            |       |
| 1 | 「ユルユルでDE-O!」 | 東宝配給アニメ映画『クレヨンしんちゃん オタケベ!カスカベ野生王国』オープニングテーマ            |       |

## クレヨンフレンズ from AKB48バージョン
2007年に公開された『クレヨンしんちゃん 嵐を呼ぶ 歌うケツだけ爆弾!』の公開に伴い、AKB48のメンバーが「クレヨンフレンズ from AKB48」として登場し、それに合わせた歌詞とアニメーションに作り変えられた。映画では、テレビアニメ同様オープニングとして使われた。
2007年4月21日に行われた『嵐を呼ぶ 歌うケツだけ爆弾!』の舞台挨拶にクレヨンフレンズが出演し、客席にAKBのファンが押し寄せ「◯◯ちゃんが好きなんです！」という歓声に観客の子供が引き気味になるという異様な空気に包まれた。舞台挨拶に同席した京本政樹は「これがアキバ系の叫びというものですか…初めて聞きましたけど、すごいですね。今日は全然雰囲気が違いますよ。僕のファンクラブの人たちが静かですもんね」とコメントした。

### メンバー
- 大島麻衣
- 今井優
- 浦野一美
- 野呂佳代
- 折井あゆみ

### 収録アルバム
| 楽曲                                     | 収録アルバム                                                         | 発売日         | 発売元                                   | 規格品番     | 備考                                               |
| ---------------------------------------- | -------------------------------------------------------------------- | -------------- | ---------------------------------------- | ------------ | -------------------------------------------------- |
| ユルユルでDE-O! 2007クレヨンフレンズVer. | 『クレヨンしんちゃん TV・映画 主題歌集だゾ』                         | 2009年1月21日  | コロムビアミュージックエンタテインメント | COCX-35371/2 | テレビ朝日系アニメ『クレヨンしんちゃん』の主題歌集 |
| ユルユルでDE-O! 2007クレヨンフレンズVer. | 『プリッと!こんぷりーと クレヨンしんちゃん30周年記念テーマソング集』 | 2022年11月30日 | 日本コロムビア                           | COCX-41902/5 | テレビ朝日系アニメ『クレヨンしんちゃん』の主題歌集 |

### タイアップ
| # | 楽曲名                                       | タイアップ                                                                            | 出典  |
| - | -------------------------------------------- | ------------------------------------------------------------------------------------- | ----- |
| 1 | 「ユルユルでDE-O! 2007クレヨンフレンズVer.」 | テレビ朝日系アニメ『クレヨンしんちゃん』オープニングテーマ                            | [ 7 ] |
| 1 | 「ユルユルでDE-O! 2007クレヨンフレンズVer.」 | 東宝配給アニメ映画『クレヨンしんちゃん 嵐を呼ぶ 歌うケツだけ爆弾!』オープニングテーマ | [ 7 ] |